# 1968-as amerikai elnökválasztás
Az Amerikai Egyesült Államok alkotmányának előírása szerint 1968. november 5-én, kedden az országban elnökválasztást tartottak. A Republikánus Párt jelöltje, Richard Nixon volt alelnök legyőzte a Demokrata Párt jelöltjét, Hubert Humphrey hivatalban lévő alelnököt és az Amerikai Független Párt jelöltjét, George Wallace alabamai kormányzót.
A hivatalban lévő elnök, Lyndon B. Johnson visszalépett a Demokrata Párt jelöléséért vívott versenytől, miután gyenge eredményt ért el a new hampshire-i előválasztáson. Eugene McCarthy, Robert F. Kennedy és Humphrey lett a három fő jelölt a demokrata előválasztáson, amíg Kennedyt meg nem gyilkolták. A háborúpárti Humphrey nyerte a jelölést és számos háborúellenes tiltakozást váltott ki. Nixon a republikánus előválasztáson legyőzte a liberális Nelson Rockefellert és a konzervatív Ronald Reagant és elnyerte a jelölést.
A választási év zavargásokkal telt el, Martin Luther King polgárjogi vezető áprilisi és Robert F. Kennedy szenátor júniusi meggyilkolása, valamint az egyetemisták a vietnámi háborúval szembeni széles körű ellenállásuk miatt. Humphrey alelnök megígérte, hogy folytatja Johnson szegénységellenes harcát és támogatja a polgárjogi mozgalmat. E eszmék miatt Humphrey elvesztette támogatottságát délen, ami ahhoz vezetett, hogy Alabama prominens konzervatív demokrata kormányzója, George Wallace harmadik jelöltként induljon saját pártja ellen a faji szegregáció védelme érdekében. Wallace lett a szélsőjobboldali Amerikai Független Párt jelöltje, amely vonzotta a délvidéki konzervatív szavazókat és további támogatást kapott a középnyugati fehér ipari munkásosztály szavazóitól, akik vonzódtak Wallace gazdasági populizmusához. Ezzel Wallace megosztotta a Humphrey elleni demokrata szavazatokat, lehetővé téve Nixon számára, hogy megnyerje a választást. Nixon úgy döntött, hogy kihasználja a demokrata belharcokat azáltal, hogy egy centrista platformot működtet, amely a mérsékelt szavazókat vonzza, akiket elidegenített a Humphrey liberális és Wallace faji és konzervatív álláspontjai. Arra törekedett, hogy helyreállítsa a közrendet az országban és új vezető szerepet töltsön be a vietnámi háborúban. Az augusztus végi közvélemény-kutatásokban Humphrey jelentősen visszaesett, de szűkítette Nixon előnyét, miután Wallace jelöltsége összeomlott és Johnson elnök felfüggesztette a bombázást a vietnámi háborúban. Az elnökválasztás utolsó pillanataiban tett erőfeszítései ellenére Humphrey nem tudta felülmúlni Nixont a kampány utolsó napjaiban, jelentősen elveszítve az elektori kollégium által leadott szavazatokat.
A lakosság által leadott szavazatok szorosak lettek, Humphrey csak 511 944-el (0,7%-al) maradt le Nixon mögött. Humphrey elsősorban északkeleten szerepelt jól, míg Wallace megnyert öt déli államot. Ez az első elnökválasztás az 1965-ös szavazatai jogokról szóló törvény elfogadása után, amely a faji kisebbségek egyre növekvő érvényesítését eredményezte, különösen Délen, ahol a századforduló óta a legtöbb jogfosztott volt. A más területen lévő kisebbségek is visszanyerték szavazati jogukat.
Annak ellenére, hogy az elnöki széket elvesztették, a demokraták még mindig képesek voltak fenntartani szilárd többségüket mind a szenátusban, mind a képviselőházban a kongresszusi választásokon, folytatva az 1932-es elnökválasztási győzelemkor elkezdődött demokrata dominanciát, az ötödik pártrendszert.

## Háttér
Az 1964-es választásokon a demokrata Lyndon B. Johnson elnököt újraválasztották, földcsuszamlásszerű győzelmet aratott a republikánusok felett. Az ezt követő elnöki ciklusban Johnson számos politikai sikert tudott elérni, köztük a Nagyszerű Társadalom nevű hazai programjai, beleértve a szegénység elleni háborút, a polgárjogi törvényeket és az űr folyamatos felfedezését. E jelentős eredmények ellenére népszerűtlen lett és elvesztette támogatottságának nagy részét. A hippi ellenkultúra és a Fekete Hatalom mozgalom megjelenése is súlyosbította az osztályok, a generációk és a fajok közötti társadalmi és kulturális összecsapásokat. 1968. április 4-én meggyilkolták az afroamerikai polgárjogi vezetőt, Martin Luther Kinget és ezzel országszerte gyász, fájdalom, harag és zavargások lettek úrrá. Washingtonban a Fehér Háztól nem messze is voltak lázongások és a kormány géppuskás katonákat állított fel a Capitolium lépcsőire, hogy megvédje azt.
A vietnámi háború volt az elsődleges oka Johnson elnök népszerűségének hirtelen való csökkenésének. 1967 végére több mint 500 000 amerikai katona harcolt Vietnámban. Havonta közel 1000 amerikai vesztette életét és még sokan megsebesültek. A háborúval szembeni ellenállás fokozódott, mivel a siker egyre elérhetetlennek tűnt.  
1968 január elején Robert McNamara védelmi miniszter bejelentette a háború lezárulását, azt állítva, hogy az észak-vietnámiak elvesztették harci akaratukat. Azonban nem sokkal később elindították a Tet-offenzívát, amelyben ők és a kommunista vietkong erők egyidejű támadásokat indítottak az összes dél-vietnámi kormányzati központ ellen. Bár a támadás amerikai katonai győzelemmel végződött, ám az offenzíva nagyerejű mértékével sok amerikai megkérdőjelezte, hogy a háborút meg -e tudják nyerni. Emellett a választók bizalmatlanok kezdtek lenni a kormány értékelésével és a háborús erőfeszítések jelentésével szemben. A Védelmi Minisztérium több százezer katonát küldött Vietnámba. Johnson támogatottsága 35% alá csökkent. A titkosszolgálat az elnök biztonsága érdekében megakadályozta, hogy amerikai főiskolákra és egyetemekre látogasson és hogy megjelenjen az 1968-as Demokrata Nemzeti Konvenció Chicagóban.

## Jelölések

### Republikánus Párt
| A Republikánus Párt jelöltjei, 1968           |                                  |
| Richard Nixon                                 | Spiro Agnew                      |
| elnökjelölt                                   | alelnökjelölt                    |
|                                               |                                  |
| Az Egyesült Államok volt alelnöke (1953–1961) | Maryland kormányzója (1967–1969) |

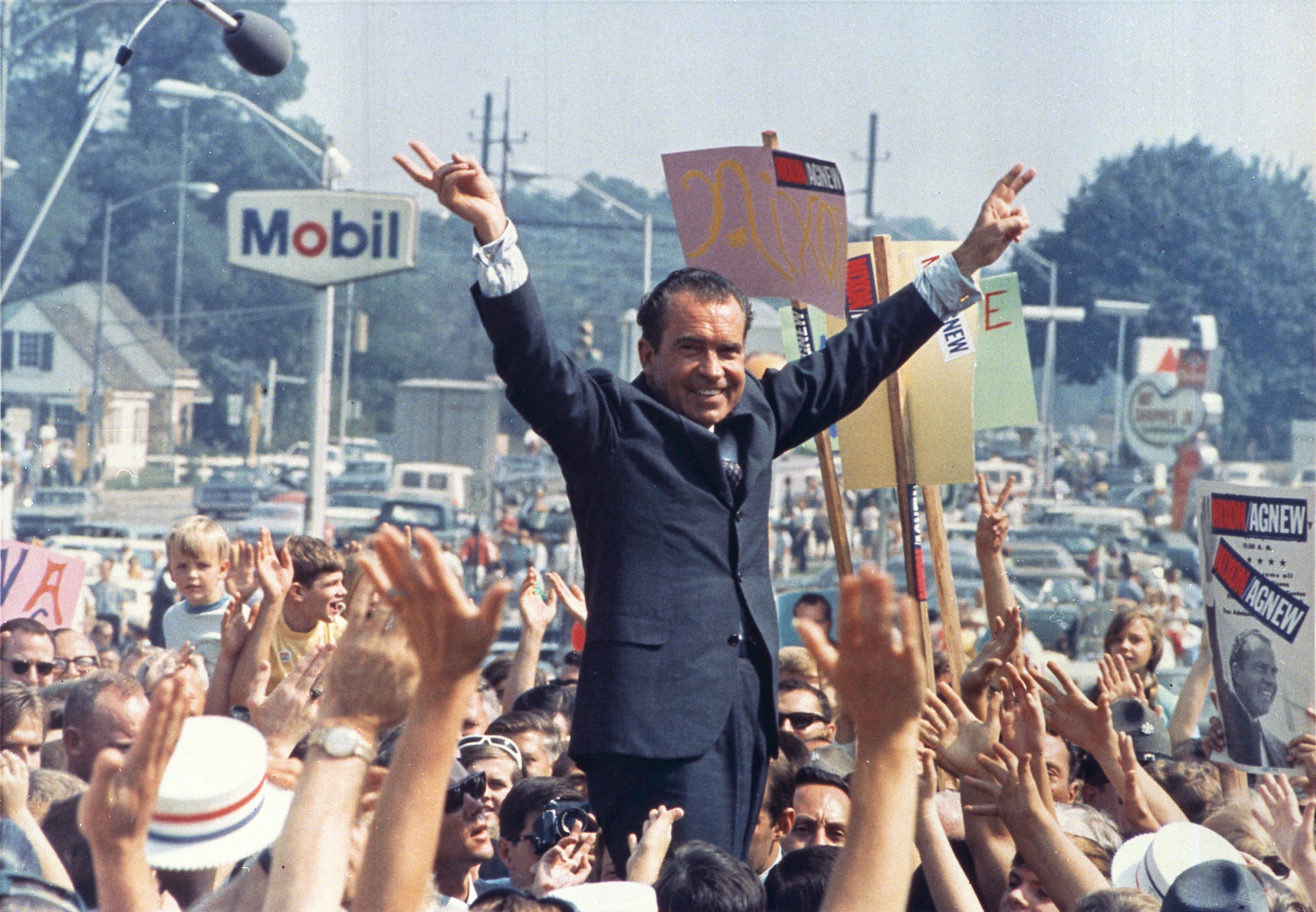
Nixon kampányol (1968 július)

A republikánus jelölés éllovasa Richard Nixon korábbi alelnök volt, aki hivatalosan 1968 januárjában kezdett el kampányolni. Nixon nagy energiával dolgozott, jelentősen hozzájárult ahhoz, hogy a republikánusok kongresszusi és kormányzói posztokat érjenek el az 1966-os választásokon. Így a párt gépezete, az új kongresszusi képviselők és állami kormányzók közül sokan támogatták őt. De volt benne némi kétség, mivel Nixon korábban elvesztette az 1960-as elnökválasztást és az 1962-es kaliforniai kormányzóválasztást is. Néhányan azt remélték, hogy egy „választhatóbb” jelölt jelenik meg. Ennek ellenére Nixon az egész verseny során az első helyen futott és minden ellenfelét legyőzte.
Nixon első kihívója George W. Romney michigani kormányzó volt. Egy 1967 közepén végzett közvélemény-kutatás szerint Nixon 39%-al, míg Romney 25%-al vezet. Egy vietnámi út után Romney egy televíziós műsorban azt jelentette ki, hogy a hadsereg és a diplomáciai testület túl „agymosott” ahhoz, hogy támogassa a vietnámi háborúban való részvételt. Az „agymosott” megjegyzése után Romney támogatottsága folyamatosan csökkent, a közvélemény-kutatások szerint messze lemaradt Nixon mögött és 1968. február 28-án visszalépett a jelöltségtől. Egy másik potenciális jelölt Nixonnal szemben az Charles H. Percy szenátor volt, aki aktív kampányt tervezett, de később ő is visszalépett a jelöltségtől.
Nixon a szavazatok 78%-ával nagy győzelmet aratott a fontos new hampshire-i előválasztáson március 12-én. A háborúellenes republikánusok Nelson Rockefeller, New York kormányzója, a Republikánus Párt liberális szárnyának vezetője mellett voksoltak, megnyerte a szavazatok 11%-át és ő lett Nixon új kihívója. Bár Rockefeller április 30-án legyőzte Nixont a massachusettsi előválasztáson, az állami előválasztásokon és a konvención azonban rosszul szerepelt.
Kora tavaszra Ronald Reagan kaliforniai kormányzó, a Republikánus Párt konzervatív szárnyának vezetője lett Nixon legfőbb riválisa. A május 14-i nebraskai előválasztáson Nixon a szavazatok 70%-ával, Reagan 21%-ával, Rockefeller 5%-ával végzett. Bár ez nagy győzelem volt, Reagan továbbra is Nixon vezető kihívója maradt. Szintén Nixon nyert a fontos Oregonban a szavazatok 65%-ával és megnyerte az összes ezt követő előválasztást, kivéve Kaliforniában június 4-én, ahol a szavazólapon csak Reagan neve jelent meg. Reagan kaliforniai győzelmével elnyerte az országos szavazatok sokaságát, ám a legtöbb állami előválasztáson mutatott gyenge szereplése miatt messze lemaradt Nixon mögött a küldöttek számában.  
Az előválasztás eredményei:
- Ronald Reagan: 1 696 632 (37,93%)
- Richard Nixon: 1 679 443 (37,54%)
- James A. Rhodes: 614 492 (13,74%)
- Nelson Rockefeller: 164 340 (3,67%)
- Harold Stassen: 31 655 (0,71%)
- John Volpe: 31 465 (0,70%)
- George W. Romney: 4 447 (0,10%)
- Raymond P. Shafer: 1 223 (0,03%)
- William Scranton: 724 (0,02%)
- Charles H. Percy: 689 (0,02%)
- Barry Goldwater: 598 (0,01%)
- John Lindsay: 591 (0,01%)

A Republikánus Nemzeti Konvenció augusztus 5-én nyílt meg a floridai Miami Beachen. Az Associated Press becslése szerint Nixonnak 656 szavazata volt, 11-el kevesebb, mint amennyi a jelöléshez szükséges. Reagan és Rockefeller voltak az egyetlen megmaradt ellenfelei és úgy döntöttek, hogy egyesítik erőiket egy „stop-Nixon” mozgalomban.
Mivel az előző elnökválasztáson Goldwater a délvidéken jól teljesített, az 1968-as Republikánus Nemzeti Konvenció küldöttei több déli konzervatívot is tartalmazott. Eleinte úgy tűnt, hogy a konzervatív Reagant jelölik, azonban Nixont Strom Thurmond szenátor támogatásával már az első fordulóban jelölték. Maryland kormányzóját, Spiro Agnewet választotta alelnökjelöltjének, akiről Nixon úgy gondolta, hogy egyesíteni fogja a pártot, mind az északi mérsékelteket, mind a demokratákkal elégedetlen déliek számára vonzó lesz. Nixon eleinte futótársaként állítólag régi barátját és szövetségesét, Robert Fincht választotta volna, aki Kalifornia kormányzóhelyetteseként tevékenykedett. Finch visszautasította ezt az ajánlatot, de elfogadta az egészségügyi miniszteri tárcát a Nixon-kormányban. Mivel Vietnám kulcsfontosságú kérdés volt, Nixon erősen fontolóra vette, hogy segítségül hívja 1960-as alelnökjelöltjét, Henry Cabot Lodge dél-vietnámi nagykövetet.
| Elnökjelölt          | Elnökjelölt | Alelnökjelölt   | Alelnökjelölt |
| Richard Nixon        | 692         | Spiro Agnew     | 1119          |
| Nelson Rockefeller   | 277         | George Romney   | 186           |
| Ronald Reagan        | 182         | John V. Lindsay | 10            |
| James A. Rhodes      | 55          | Edward Brooke   | 1             |
| George Romney        | 50          | James A. Rhodes | 1             |
| Clifford P. Case     | 22          | Nem szavaztak   | 16            |
| Frank Carlson        | 20          |                 |               |
| Winthrop Rockefeller | 18          |                 |               |
| Hiram Fong           | 14          |                 |               |
| Harold Stassen       | 2           |                 |               |
| John V. Lindsay      | 1           |                 |               |
| -------------------- | ----------- | --------------- | ------------- |

Ez az utolsó alkalom, amikor két testvér, Nelson és Winthrop Rockefeller egymás ellen indult az elnöki előválasztáson.

### Demokrata Párt
| A Demokrata Párt jelöltjei, 1968         |                             |
| Hubert Humphrey                          | Edmund Muskie               |
| elnökjelölt                              | alelnökjelölt               |
|                                          |                             |
| Az Egyesült Államok alelnöke (1965–1969) | Maine szenátora (1959–1980) |

Mivel Lyndon B. Johnsont csak egyszer, 1964-ben választották meg elnöknek és az azt megelőző ciklusban nem sokkal több mint egy évet töltött be, a 22. alkotmánymódosítás nem zárta ki őt attól, hogy egy újabb ciklusért induljon. Emiatt 1968 elején széles körben feltételezték, hogy Johnson elnök újabb ciklusra indul és hogy könnyen megnyerheti a demokrata jelölést.
Annak ellenére, hogy egyre többen ellenezték Johnson vietnámi politikáját, úgy tűnt, hogy egyetlen prominens demokrata jelölt sem száll szembe az elnökkel a jelöltségért. Az év elején azt is letették, hogy Johnson hazai sikerei beárnyékolják a vietnámi háborúval szembeni nyilvános ellenállást és hogy kampányolással könnyen felerősíti a közvélemény imázsát. Robert F. Kennedy New York-i szenátor is nyíltan bírálta Johnson politikáját és nagy támogatottsággal rendelkezett, nyilvánosan visszautasította, hogy Johnson ellen induljon az előválasztáson. A közvélemény-kutatások is azt sugallták, hogy a vietnámi háborút ellenző amerikaiak nagy része úgy érezte, hogy a háborúellenes hippimozgalom növekedése a fiatalabb amerikaiak körében és az erőszakos zavargások nem segítették ügyüket. Január 30-án azonban a Johnson-kormány azon állításai, miszerint a közelmúltban végrehajtott csapatkivonás hamarosan véget vet a háborúnak, súlyosan hihetetlenné tette a Tet-offenzíva kommunista elindítása. Bár az amerikai hadsereg végül képes volt elhárítani a támadásokat és súlyos veszteségeket okozott a kommunista erőknek, az észak-vietnámi hadsereg és a vietkongok azon képessége, hogy ilyen nagyerejű támadásokat képesek indítani, sokan kezdtek kételkedni a győzelemben és jelentősen gyengítette az amerikai támogatást a vietnámi harcok folytatására. Egy rögzített telefonbeszélgetés, amelyet Johnson folytatott Richard J. Daley chicagói polgármesterrel január 27-én, felfedte, hogy mindkét férfi tudomást szerzett Kennedy magán szándékáról, hogy indulni akar a demokrata előválasztáson az elnök ellen. Daley, akinek városa adott otthont az 1968-as Demokrata Nemzeti Konvenciónak, szintén Johnsont vagy Humphrey-t részesítette előnyben bármely más jelölttel szemben és kijelentette, hogy Kennedy egy héttel korábban találkozott vele és sikertelenül próbálta elnyerni Daley támogatását.
Idővel csak Eugene McCarthy minnesotai szenátor hívta ki Johnsont a jelölésért. A new hampshire-i előválasztáson a háborúellenes jelöltként induló McCarthy azt remélte, hogy nyomást gyakorol a demokratákra, hogy nyilvánosan ellenzék a vietnámi háborút. Mivel New Hampshire-ben tartották az első elnöki előválasztást 1968-ban, McCarthy erőforrásainak nagy részét erre az államra fordította. A hippik rögtön cselekedtek, több ezer fiatal leborotválta szakállukat keményen dolgoztak Nem Hampshire-ben McCarthyért, megszervezték a szavazást, szórólapokat osztogattak és gyűléseket hívtak össze. Március 12-én az előválasztáson McCarthy a szavazatok 42%-át, míg Johnson 49%-át szerezte meg, ami megdöbbentően erős eredmény volt az elnökkel szemben. McCarthy kampánya stratégiailag szervezettebb volt. Az ezt követő wisconsini előválasztáson Johnson már elvesztette McCarthyval szemben. 

Humphrey alelnök, Johnson elnök és Creighton Abrams tábornok a kabinetülésen (1968 március)

Johnson sebezhetőségét érzékelve Robert F. Kennedy négy nappal a new hampshire-i előválasztás után bejelentette jelöltségét. Ezt követően McCarthy és Kennedy egy sor állami előválasztáson vett részt, egymással versengve. Kennedy nagy sikere ellenére McCarthy megnyerte a korai előválasztások nagy részét, beleértve Kennedy szülőhazáját, Massachusettset és néhány államot, ahol Kennedy közvetlen versenyben állt vele. Oregoni győzelme után azt feltételezték McCarthyról, hogy szavazatait elsősorban a fiatal szavazóktól kapta.
1968. március 31-én a new hampshire-i előválasztás és Kennedy választásokba való belépését követően az elnök televíziós beszédet mondott a nemzetnek. Bejelentette, hogy a béketárgyalások érdekében felfüggeszti Észak-Vietnám bombázását és hogy nem fogadja el pártja jelölését egy újabb elnöki ciklusra. Ezzel visszalépett a jelöléstől. Johnson attól is tartott, hogy egy újabb terminust nem fog túlélni, mivel ekkor már egészségi állapota sem volt stabil. 1973. január 22-én halt meg, két nappal az új elnöki ciklus lejárta után.
Johnson kilépése után a Demokrata Párt gyorsan négy frakcióra szakadt:
- Az első frakció szakszervezetekből, nagyvárosi pártfőnökökből állt, vezetőjük Richard J. Daley. Ez a csoport Franklin D. Roosevelt elnöksége óta irányította a pártot és attól tartottak, hogy elveszítik az irányítást a párt felett. Johnson kilépése után ez a csoport összegyűlt, hogy támogassa Hubert Humphrey-t, Johnson alelnökét a jelölés elnyerésére.
- A második frakció főiskolai hallgatókból, értelmiségiekből és felső középosztálybeli fehérekből állt, akik a vietnámi háború ellen léptek fel, a Demokrata Párt jövőjének tekintették magukat. Eugene McCarthy mögött sorakoztak fel.
- A harmadik frakciót elsősorban feketék, mexikói származásúak és más kisebbségek, valamint számos háborúellenes csoport alkotta. Ezek a csoportok Robert F. Kennedy szenátor mögött sorakoztak fel.
- A negyedik frakció fehér déli demokratákból állt. Néhány idősebb szavazó, emlékezve a New Deal pozitív hatására Délen, támogatta Humphrey-t. Sokan viszont a harmadik jelölt, George Wallace mögött sorakoztak fel.

Mivel a vietnámi háború lett a fő kérdés, amely megosztotta a Demokrata Pártot, Johnson úgy gondolta, hogy nem tudja elnyerni a jelölést nagy küzdelem nélkül és hogy valószínűleg elveszíti a novemberi választást a republikánusokkal szemben. A versenyből való kilépéssel azonban elkerülhette a vereség megbélyegzését és megtarthatta az irányítást a pártgépezet felett azzal, hogy a jelölést Humphrey-nak adta. 

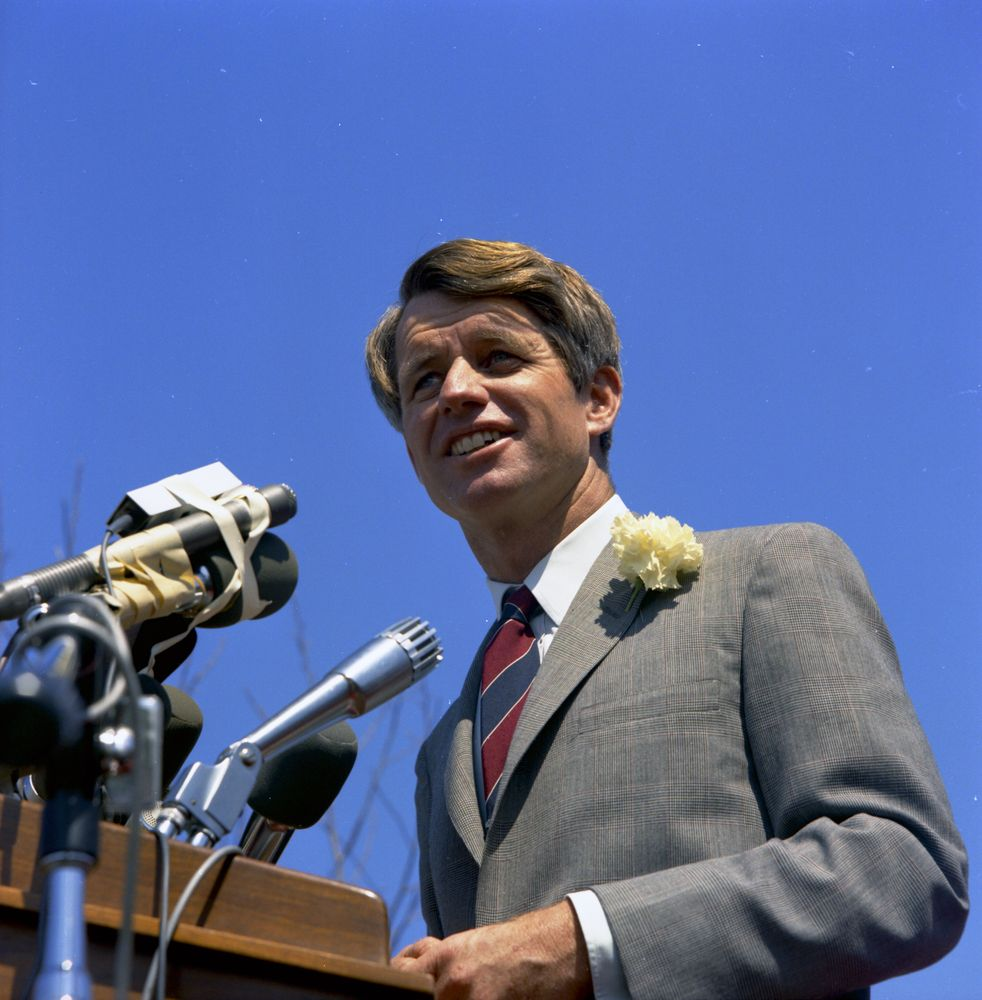
Kennedy kampányol Los Angelesben (1968. március 25.)

Johnson kilépése után Humphrey alelnök bejelentette jelöltségét. Humphrey nem indult az előválasztáson, így ezt a munkát támogatóira hagyta, George Smathers és Stephen M. Young szenátorokra, illetve Roger D. Branigin indianai kormányzóra. Ehelyett inkább arra összpontosított, hogy megnyerje a küldötteket. Kennedy legyőzte Branigint és McCarthyt az indianai, majd a nebraskai előválasztáson. McCarthy azonban diadalmaskodott Kennedy felett Oregonban.
Kennedy oregoni veresége után a kaliforniai előválasztást mind a két jelölt szempontjából kulcsfontosságúnak tartották. McCarthyt az állam számos főiskolája és egyeteme hősként kezelte, amiért ő volt az első elnökjelölt, aki ellenezte a háborút. Kennedy az állam nagyobb városainak gettóiban és barrióiban kampányolt, ahol nagy tömegeket vonzott. Kennedy és McCarthy televíziós vitába keveredett egymással néhány nappal az előválasztás előtt, általában döntetlennek tekintették. Június 4-én Kennedy 46-42%-os arányban legyőzte McCarthyt Kaliforniában. McCarthy nem volt hajlandó feladni a versenyt, egyértelművé tette, hogy Kennedyt meg fogja mérettetni a közelgő New York-i előválasztáson, ahol a háborúellenes aktivisták részéről nagy támogatottságban részesült. Azonban Kennedyt nem sokkal később, június 5-én éjfél után meggyilkolták. Huszonhat órával később meghalt a Good Samaritan kórházban. Kennedy épp ekkor tartotta győzelmi beszédét a los angelesi Ambassador Hotel zsúfolt báltermében, ezután egy szűk konyhakamrán keresztül akarta elhagyni a szállodát, hogy újságírókkal találkozzon. A spájzban Kennedyt és öt társát egy Sirhan Sirhan nevű, 24 éves keresztény hátterű jordániai állampolgárságú palesztin lőtte le, aki gyűlölte Kennedyt, mert támogatta Izraelt. Sirhan beismerte bűnösségét, gyilkosságért ítélték el és még napjainkban is börtönben van.
A politikatörténészek még mindig vitatkoznak arról, hogy Kennedy megnyerhette volna -e a demokrata jelöltséget, ha tovább él. Egyes történészek, mint például Theodore H. White és Arthur M. Schlesinger azzal érveltek, hogy Kennedy széleskörű vonzereje meggyőzte volna a konvenció pártfőnökeit, hogy adják meg neki a jelölést. Jack Newfield egy 1998-as interjúban kijelentette, hogy a meggyilkolása éjszakáján Kennedy telefonbeszélgetést folytatott Daley chicagói polgármesterrel, aki megígérte neki, hogy augusztusban Bobbynak biztosítja az illinoisi küldötteket. Mások, mint Tom Wicker, aki a Kennedy-kampányról tudósított a The New York Timesnak, úgy vélik, hogy Humphrey – nagy előnyével a küldöttszavazatokban – és McCarthy megakadályozta volna Kennedyt abban, hogy valaha is többséget szerezzen a konvención és hogy ha Kennedy tovább élt volna, akkor is Humphrey lett volna a demokrata elnökjelölt. Larry O’Brien, a Demokrata Nemzeti Bizottság elnöke azt írta emlékirataiban, hogy Kennedy esélyei a jelölés elnyerésére csekélyek voltak, még a kaliforniai győzelme után is.
Kennedy halálakor a jelöltek ennyi küldöttel rendelkeztek:
- Hubert Humphrey 561
- Robert F. Kennedy 393
- Eugene McCarthy 258

Az előválasztás eredményei összesen:
- Eugene McCarthy: 2 914 933 (38,73%)
- Robert F. Kennedy: 2 305 148 (30,63%)
- Stephen M. Young: 549 140 (7,30%)
- Lyndon B. Johnson: 383 590 (5,10%)
- Thomas C. Lynch: 380 286 (5,05%)
- Roger D. Branigin: 238 700 (3,17%)
- George Smathers: 236 242 (3,14%)
- Hubert Humphrey: 166 463 (2,21%)
- Scott Kelly: 128 899 (1,71%)
- George Wallace: 34 489 (0,46%)
- Edward Kennedy: 4 052 (0,05%)
- Paul C. Fisher: 506 (0,01%)
- John G. Crommelin: 186 (0,00%)

Robert Kennedy halála megváltoztatta a verseny dinamikáját. Bár Humphrey tűnt a legesélyesebb jelöltnek, viszont elszántan támogatta a vietnámi háborút és a sok háborúellenes számára a párton belül népszerűtlen választás volt. Kennedy küldöttei nem tudtak egyetlen jelölt mögé sem egyesülni, aki megakadályozhatta volna Humphrey-t a jelölés megszerzésében. Kennedy támogatottságának egy része McCarthyhoz került, de Kennedy küldöttei közül sokan, emlékezve a McCarthyval vívott elkeseredett harcaikra, nem voltak hajlandóak rá szavazni. Ehelyett ezek a küldöttek George McGovern dél-dakotai szenátor késői jelöltsége körül gyülekeztek, aki Kennedy támogatója volt a tavaszi előválasztásokon és aki maga is elnöki ambíciókkal rendelkezett. A konvenció háborúellenes szavazatainak megosztottsága megkönnyítette Humphrey számára a jelölés megnyeréséhez szükséges küldöttek összegyűjtését.
Amikor Chicagóban megnyílt az 1968-as Demokrata Nemzeti Konvenció, több ezer fiatal aktivista gyűlt össze a városban, hogy tiltakozzanak a vietnámi háború ellen. Augusztus 28-án este, az élő adásban közvetített összecsapás során az amerikaiak megdöbbenve látták, hogy a chicagói rendőrség brutálisan megverte a háborúellenes tüntetőket a Conrad Hilton Hotel előtt. A rendőrség könnygázt vetett be a tüntetők visszaverésére vagy letartóztatására. A rendőrség cselekedetüket azzal indokolta, hogy a tüntetők által rájuk dobott üvegek és kövek számos rendőrt megsebesítettek, emellett sértegették is a biztonságiakat. A zavargások megosztották a Demokrata Pártot: néhányan támogatták a tüntetőket és úgy érezték, hogy a rendőrség túl keménykezű, másik viszont támogatták a rendőrséget. Ennek ellenére Humphrey alelnök már az első fordulóban könnyedén megverte McCarthyt és McGovernt.
Miután Humphrey-t jelölték, a konvenció az alelnökjelölt kiválasztásához fordult. A tisztségre Edward Kennedy massachusettsi, Edmund Muskie mainei és Fred R. Harris oklahomai szenátorok; Richard Hughes new jersey-i és Terry Sanford észak-karolinai kormányzók; Joseph Alioto San Franciscó-i polgármester; Cyrus Vance volt védelmi miniszterhelyettes és Sargent Shriver franciaországi nagykövet jelentkezett. Humphrey első választása Robert Kennedy öccse, Edward Kennedy volt, ám a szenátor visszautasította az ajánlatot. Miután Muskie és Harris szenátorok lettek a legesélyesebbek, Humphrey Muskie-t, egy mérsékeltet és környezetvédőt választotta a jelölésre és a konvenció meg is választotta őt Humphrey alelnökjelöltévé.  
A háborúellenes zavargások a kezdettől fogva megbénították Humphrey kampányát. 1968 előtt Chicago városa gyakran fogadta be mindkét párt elnökjelölő konvencióját, 1968 óta csak egy konvenciót tartottak ott, az 1996-os demokrata konvenciót, amikor Bill Clintont második ciklusra jelölték.
| Elnökjelölt      | Elnökjelölt | Alelnökjelölt   | Alelnökjelölt |
| Hubert Humphrey  | 1759,25     | Edmund Muskie   | 1942,5        |
| Eugene McCarthy  | 601         | Nem szavaztak   | 604,25        |
| George McGovern  | 146,5       | Julian Bond     | 48,5          |
| Channing Philips | 67,5        | David Hoeh      | 4             |
| Daniel K. Moore  | 17,5        | Edward Kennedy  | 3,5           |
| Edward Kennedy   | 12,75       | Eugene McCarthy | 3             |
| Bear Bryant      | 1,5         | Egyéb           | 16,25         |
| James H. Gray    | 0,5         |                 |               |
| George Wallace   | 0,5         |                 |               |
| ---------------- | ----------- | --------------- | ------------- |

Nevezetes jóváhagyások:
Hubert Humphrey: Lyndon B. Johnson, Richard J. Daley, Harry S. Truman, Frank Sinatra
Robert F. Kennedy: Abraham Ribicoff, Harold Hughes, Vance Hartke, Truman Capote, Norman Mailer, Shirley MacLaine, Robert Vaughn, Bobby Darin
Eugene McCarthy: Paul Newman, Arthur Miller

### Harmadik pártjelölt: George Wallace
| Az Amerikai Független Párt jelöltjei, 1968 |                                                             |
| George Wallace                             | Curtis LeMay                                                |
| elnökjelölt                                | alelnökjelölt                                               |
|                                            |                                                             |
| Alabama volt kormányzója (1963–1967)       | Az Egyesült Államok Légierejének volt tábornoka (1951–1965) |

Az Amerikai Független Párt, amelyet Bill és Eileen Shearer alapított 1967-ben, George Wallace alabamai kormányzót jelölte az elnöki posztra, akinek faji szegregációs politikáját a Demokrata Párt nagy része elutasította. A Wallace-kampány hatása jelentős volt és több állam elektori szavazatát elnyerte Délen. Mind az ötven államban megjelent a szavazólapon, de Kolumbia Kerületben nem. Bár nem került közel ahhoz, hogy megnyerje a Délen kívüli államokat, Wallace volt a legnépszerűbb elnökjelölt a fiatal férfiak körében. Népszerűnek bizonyult még az északi és középnyugati kékgalléros munkások körében is, akiktől sok szavazatot kapott.
Wallacenak nem volt esélye a győzelemre, az volt a stratégiája, hogy megakadályozza bármelyik nagy párt jelöltjét abban, hogy megszerezze a szükséges többséget az elektori kollégiumban. Futótársa a nyugdíjazott négycsillagos Curtis LeMay tábornok volt.
Mielőtt LeMay mellett döntött volna, Wallace fontolóra vette A.B. Happy Chandler kentuckyi kormányzó jelölését az alelnöki posztra. A két férfi többször is találkozott, azonban Chandler azt mondta, hogy ő és Wallace nem tudtak megegyezni a faji kérdésekben betöltött álláspontjukról.
LeMay kínos helyzetbe hozta Wallace őszi kampányát, amikor kijelentette, hogy nukleáris fegyvereket lehetne használni Vietnámban.

## A választás

### Kampánytémák
Nixon kifejlesztett egy déli stratégiát, amelynek célja az volt, hogy vonzóvá tegye a konzervatív fehér délieket, akik hagyományosan demokratákra szavaztak, de ellenezték Johnson és Humphrey törekvéseit. Wallace azonban sok Nixon által megcélzott szavazót megnyert, gyakorlatilag megosztva ezt a szavazási tömböt. Mivel már a kampány kezdete óta jócskán lemaradt Nixon mögött a közvélemény-kutatások során, Humphrey a vagdalkozó, harcias kampánystílust választotta. Többször is sikertelenül hívta ki Nixont egy televíziós vitára és kampányát gyakran a szintén demokrata Harry S. Truman volt elnök 1948-as sikeres esélytelen erőfeszítéseihez hasonlította. Humphrey azt jósolta, hogy Trumanhoz hasonlóan ő is meglepi a szakértőket és hirtelen győzelmet arat.
Nixon a törvény és a rend helyreállításáért kampányolt, amely sok olyan szavazót vonzott, akik dühösek voltak az elmúlt néhány évben országszerte elkövetett erőszakos zavargások miatt. Martin Luther King polgárjogi vezető 1968 áprilisában történt meggyilkolását követően hatalmas zavargások törtek ki országszerte. A rendőrség túlterhelt volt, így Johnson elnök kénytelen volt bevetni a hadsereget. Nixon ellenezte az iskolák által a szegregációellenesség terjesztése érdekében tett kényszerbuszozásokat is, a polgári jogok támogatójának kikiáltva magát az oktatást javasolta megoldásként. A kampány során Nixon kormányzati adókedvezményeket javasolt az afroamerikaiaknak a kisvállalkozásokkal és a lakásfejlesztésekkel kapcsán.  
A kampány során Nixon elítélte Earl Warren főbíró döntéseit. Sok konzervatív bírálta Warrent, amiért a Legfelsőbb Bíróságot a polgári jogok, a polgári szabadságjogok, valamint az állam és az egyház szétválasztása terén a liberális politikai eszmék előmozdítására használta. Nixon megígérte, hogy elnökké választása esetén olyan bírákat nevez ki, akik kevésbé aktív szerepet vállalnak a szociálpolitika kialakításában. Ígéretet tett arra is, hogy véget vet a sorkatonai szolgálatnak, mivel úgy vélte, hogy ezzel alááshatja a vietnámi háborúellenes mozgalmat, így a tehetős főiskolás korú fiatalok abbahagyják a háború elleni tiltakozást, amint megszűnik annak az esélye, hogy harcolniuk kelljen benne. Egy önkéntes hadsereg létrehozása mellett állt ki.
Humphrey megígérte, hogy folytatja és bővíti a Johnson elnök által indított Nagyszerű Társadalom nevű jóléti programokat és a szegénység elleni háborút. Arra is ígéretet tett, hogy tovább viszi Kennedy és Johnson elnökök, valamint a Legfelsőbb Bíróság erőfeszítéseit a kisebbségi csoportok polgári jogainak és szabadságjogainak kiterjesztésének előmozdítása érdekében. Ellenezni kezdte Johnson vietnámi háborús politikáját, mert attól tartott, hogy az elnök elutasítja az általa tett békejavaslatokat és aláássa kampányát. Ennek eredményeként a kampánya elején Humphrey gyakran háborúellenes tüntetők célpontjában találta magát, akik közül sokan megzavarták kampánygyűléseit.

### Humphrey visszatérése és az októberi meglepetés
Az augusztus végi demokrata konvenció után Humphrey támogatottsága sokkal kevesebb lett, mint Nixoné és esélyei reménytelennek tűntek. Humphrey kampányán belül sokan úgy látták, hogy valódi céljuk elkerülni azt a potenciális megaláztatást, hogy Wallace mögött végezzenek az elektori kollégium szavazásán, ahelyett, hogy komoly esélyük lenne Nixon legyőzésére. A Time magazin szerint is a régi demokratikus koalíció felbomlott, a párt gépezetét pedig Lyndon Johnson elhanyagolta. Humphrey azonban visszavágott. Annak érdekében, hogy elhatárolódjon Johnsontól, nem „Hubert Humphrey alelnökként” azonosították a hirdetésekben, hanem „Hubert Humphrey demokrata jelöltnek” bélyegezték. Humphrey rasszista bigottként támadta Wallace-t, aki az amerikaiak sötétebb impulzusaihoz folyamodott. Wallace a közvélemény-kutatásokban emelkedett, szeptemberben elérte a 21%-ot, de lendülete kisiklott, miután futótársa, Curtis LeMay azt javasolta, hogy nukleáris fegyvereket vessenek be Vietnámban, amivel az 1964-es Goldwater-kampány emlékeit idézte fel. A szakszervezetek jelentős erőfeszítéseket tettek annak érdekében, hogy visszaszerezzék a Wallace-t támogató szakszervezeti tagokat, jelentős sikerrel. A közvélemény-kutatások, amelyek azt mutatták, hogy Wallace 1968 nyarán megnyerte a szakszervezeti tagok közel a felét, a kampány előrehaladtával jelentősen csökkent szakszervezeti támogatottsága. Ahogy közeledett a választás napja és Wallace támogatottsága északon és közép-nyugaton elkezdett csökkenni, Humphrey kezdett felemelkedni a közvélemény-kutatásokban.  
Októberben Humphrey – aki Wallace kampányának összeomlása miatt meredeken emelkedett a közvélemény-kutatásokban – nyilvánosan elhatárolódott a Johnson-kormánytól és a vietnámi bombázások leállítását követelte. Humphrey kampányának fordulópontja az volt, amikor Johnson elnök a választások előtti hétvégén hivatalosan is bejelentette a bombázás leállítását, sőt egy esetleges békemegállapodást is. A „halloweeni béke” Humphrey kampányának nagy lendületet adott. Ráadásul Eugene McCarthy szenátor végül október végén úgy döntött, hogy támogatja Humphrey-t, miután korábban ezt megtagadta és a választás napjára a közvélemény-kutatások döntetlent mutattak.  

### A Nixon-kampány szabotázsa a béketárgyalásokon
A Nixon-kampány úgy gondolta, hogy egy békemegállapodás lendületet adna Humphrey-nek, ennek megakadályozására Nixon meghiúsította a „halloweeni béke” utolsó pillanatban való megvalósulását. Johnson erre feldühödött és azt mondta, hogy Nixonnak „vér volt a kezén” és ezt a cselekedetet árulásnak minősítette. Clark Clifford védelmi miniszter a Logan-törvény megsértésének tartotta ezt a lépést, mely törvény engedély nélkül kriminalizálta minden amerikai állampolgár számára, hogy az Egyesült Államokkal vitában álló külföldi kormányokkal tárgyalhasson.  
Bryce Harlow, a Fehér Ház egykori munkatársa azt állította, hogy „kettős ügynök dolgozik a Fehér Házban…Tájékoztattam Nixont”. Nixon leendő nemzetbiztonsági tanácsadója és külügyminisztere, Henry Kissinger, aki mindkét féllel barátságban állt és szívesen vállalt munkát akár Humphrey, akár Nixon kormányában, előre megjósolta, hogy Johnson le fogja állítani a bombázásokat. „A hír az, hogy erőfeszítéseket teszünk arra, hogy a választást Humphrey-re hajtsuk. Nixon már értesült róla” – mondta Johnsonnak George Smathers demokrata szenátor.
Nixon megkérte Anna Chennaultot, hogy beszéljen Nguyễn Văn Thiệu dél-vietnámi elnökkel, hogy tagadja meg a párizsi béketárgyalásokon való részvételt. Thiệu-nak jobb megállapodást ígértek Nixon kormányzása alatt. Chennault beleegyezett és rendszeresen beszámolt John Mitchellnek, hogy Thiệu-nak nem áll szándékában részt venni egy békekonferencián. November 2-án Chennault tájékoztatta a dél-vietnámi nagykövetet, hogy Nixon nyerni fog és mondja meg elnökének, Thiệu-nak, hogy tartson még egy kicsit ki. 1997-ben Chennault elismerte, hogy folyamatosan kapcsolatban állt Nixonnal és Mitchellel. Az akcióban részt vett John Tower szenátor és Kissinger is, akik a Nixon-kampány nevében Párizsba utaztak. William Bundy kijelentette, hogy Kissinger semmilyen hasznos információt nem szerzett párizsi útja során, míg Kissinger utalt arra, hogy tanácsai a párizsi delegációval való kapcsolatfelvételre épült.
Johnson tudomást szerzett a Nixon-Chennault ügyről, mert a NSA lehallgatta a vietnámi kommunikációkat. Válaszul az elnök elrendelte, hogy az NSA megfigyelést tartson Chennault felett és hallgassa le a dél-vietnámi nagykövetséget és a Nixon-kampány tagjait. Nem szivárogtatta ki az információt a nyilvánosságnak, mert nem akarta „megdöbbenteni Amerikát” a leleplezéssel. Johnson átadta az információkat Humphrey-nek, de ezen a ponton Humphrey úgy gondolta, hogy megnyeri a választást, ezért nem hozta nyilvánosságra ő sem az információt. Később ezt hibának minősítette. A dél-vietnámi kormány visszalépett a béketárgyalásoktól és Nixon nyilvánosan felajánlotta, hogy Saigonba megy és segíti a tárgyalásokat.  

### Választás
Az 1968. november 5-én tartott elnökválasztás rendkívül szorosnak bizonyult és a televíziós hírcsatornák csak másnap reggel tudták Nixont győztesnek kinyilvánítani. A legfontosabb államok, melyek elősegítették Nixon győzelmét az Kalifornia, Ohio és Illinois volt, amelyek mindegyike három százalékponttal vagy annál kevesebbel nyert. Ha Humphrey vitte volna mindhárom államot, megnyerte volna a választást. Ha csak kettőt vitt volna magával, vagy csak Kaliforniát, Wallacenak sikerült volna megakadályoznia, hogy az elektori kollégiumban bármely jelölt megszerezze a szükséges többséget és a döntést a Demokrata Párt által akkoriban ellenőrzött képviselőház kapta volna meg. Nixon 512 000 szavazattal, vagyis körülbelül egy százalékpontos győzelmi különbséggel nyerte meg a népszavazást. Az elektori kollégiumban Nixon győzelme nagyobb volt, mivel 32 államot vitt magával 301 elektori szavazattal, szemben Humphrey 13 államával és 191 elektori szavazatával, valamint Wallace 5 államával és 46 elektori szavazatával.
Az összes állam közül, amelyet Nixon korábban 1960-ben elnyert, Maine és Washington volt az egyetlen két állam, amely nem szavazott rá újra, de az 1972-es újraválasztási kampány során ismét rá szavaztak. Nyolc államot is vitt magával, amelyek 1960-ban John F. Kennedyre szavaztak: Illinois, New Jersey, Missouri, Észak-Karolina, Dél-Karolina, Új-Mexikó, Nevada és Delaware. Ez az utolsó alkalom 1988-ig, hogy Washington demokratára szavazott és 1992-ig, hogy Connecticut, Maine és Michigan tette ugyanezt. Nixon volt az utolsó olyan republikánus jelölt, aki úgy nyerte meg az elnökválasztást, hogy nem vitte magával Alabamát, Arkansast, Louisianát, Mississippit és Texast. Ez az első alkalom, hogy a republikánus jelölt úgy foglalta el a Fehér Házat, hogy közben nem rá szavazott Michigan, Minnesota és Pennsylvania. 1916 óta ez az első alkalom, hogy Minnesota a vesztes jelöltre szavazott.  
Nixon úgy nyerte meg a választást, hogy két államot (Arizona és Dél-Karolina) nyert meg abból a hatból, amelyet az előző elnökválasztáson a republikánus Barry Goldwater vitt. A további négy államot, amelyet Goldwater vitt, azt mind Wallace szállította. 1972-ben Nixon mind a hatot megnyerte.
A 3130 megyéből Nixon 1859-ben (59,39%), Humphrey 693-ban (22,14%), míg Wallace 578-ban (18,47%) diadalmaskodott.

## Eredmények
Nixon győzelmét gyakran az amerikai politika átrendeződő választásának tekintik. 1932 és 1964 között a Demokrata Párt kétségtelenül többségi párt volt, kilenc elnökválasztásból hetet megnyert és napirendjük befolyásolta a republikánus Eisenhower-kormányzat politikáját. Az 1968-as választás teljesen megfordította a helyzetet. 1968-tól 2004-ig a republikánusok tízből hét elnökválasztást nyertek meg és politikájuk egyértelműen befolyásolta a demokrata Clinton-kormányzatot.
A választás jelentős esemény volt a Demokrata Párt támogatottságának hosszú távú átrendeződésében, különösen délen. Országszerte a polgári jogok, a vietnámi háború és más „kultúrharcok” keserű megosztottsága lassan gyógyult. A demokraták már nem számíthattak a fehér déliek támogatására az elnöki poszton, mivel a republikánusok jelentős eredményeket értek el. Míg a demokraták irányítottak a helyi és állami politikát délen, a republikánusok általában nyerték az elnökválasztásokat. 1968-ban Humphrey a fehér déli szavazatok kevesebb mint 10%-át szerezte meg, szavazatainak kétharmada a régióban a feketéktől érkezett.
1968-tól 2004-ig csak két demokratát választottak elnöknek, mindketten déliek voltak – Jimmy Carter georgiai és Bill Clinton arkansasi. Csak 2008-ban volt egy északi demokrata, Barack Obama Illinoisból, aki megnyerte az elnökválasztást.
A választás másik fontos eredménye az volt, hogy számos reformot vezettek be a Demokrata Pártban az elnökjelölt kiválasztásának módjáról. 1969-ben a McGovern-Fraser Bizottság olyan szabályokat fogadtatott el, amelyek csökkentették a pártvezetők befolyását a jelölőfolyamatra és nagyobb képviseletet biztosítottak a kisebbségek, a nők és az ifjúság számára. A reformok a legtöbb államot arra késztették, hogy olyan törvényeket fogadjanak el, amelyek előválasztást írnak elő, hogy küldötteket válasszanak.  
1968 után a párt elnökjelöltségét csak előválasztásokon keresztül lehetett megnyerni. Humphrey volt az utolsó jelölt bármelyik nagy párt közül, aki úgy nyerte el pártja jelölését, hogy nem vett részt az előválasztásokon.
Ez továbbra is a legutóbbi elnökválasztás, amelyen az újraválasztásra jogosult elnök nem kért újabb mandátumot.  
| Elnökjelölt                   | Párt                          | Állam                         | Szavazatok                    | Szavazatok                    | Elektor szavazat | Futótárs             | Futótárs   |
| Elnökjelölt                   | Párt                          | Állam                         | Szavazat szám                 | Százalék                      | Elektor szavazat | Alelnökjelölt        | Állam      |
| ----------------------------- | ----------------------------- | ----------------------------- | ----------------------------- | ----------------------------- | ---------------- | -------------------- | ---------- |
| Richard Milhous Nixon         | Republikánus Párt             | New York                      | 31 783 783                    | 43,42%                        | 301              | Spiro Theodore Agnew | Maryland   |
| Hubert Horatio Humphrey       | Demokrata Párt                | Minnesota                     | 31 271 839                    | 42,72%                        | 191              | Edmund Sixtus Muskie | Maine      |
| George Corley Wallace         | Amerikai Független Párt       | Alabama                       | 9 901 118                     | 13,53%                        | 46               | Curtis Emerson LeMay | Kalifornia |
| Egyéb                         | Egyéb                         | Egyéb                         | 243 258                       | 0,33%                         | 0                |                      |            |
| Teljes                        | Teljes                        | Teljes                        | 73 199 998                    | 100%                          | 538              |                      |            |
| Ennyi szükséges a győzelemhez | Ennyi szükséges a győzelemhez | Ennyi szükséges a győzelemhez | Ennyi szükséges a győzelemhez | Ennyi szükséges a győzelemhez | 270              |                      |            |

### Eredmények térképen

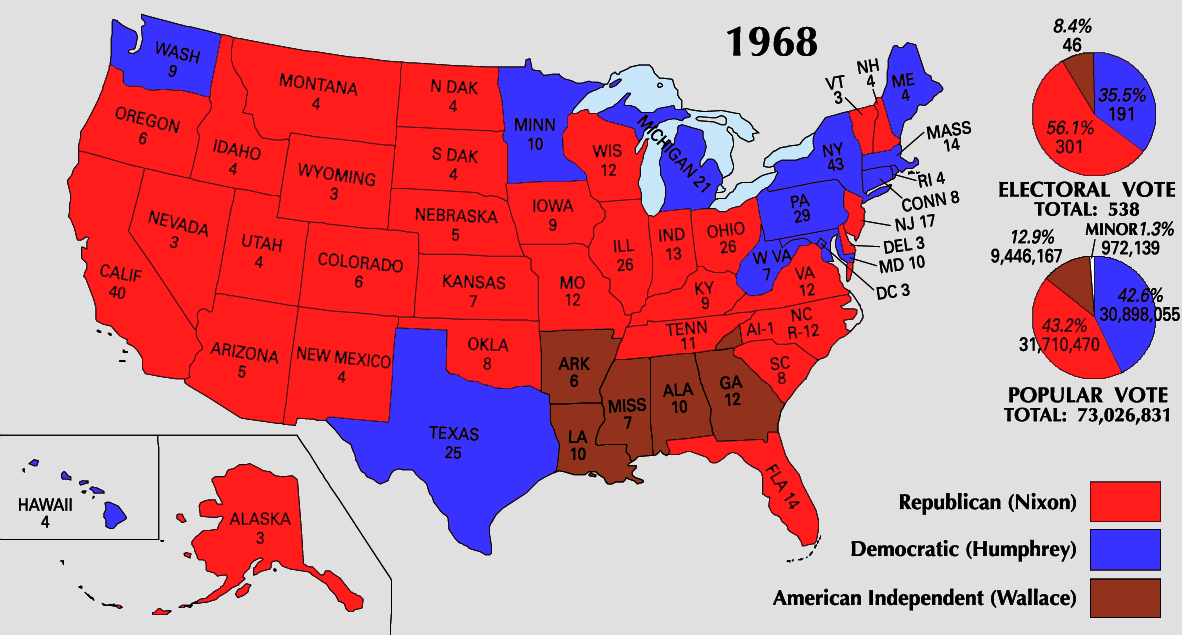
A választás eredményei államonként
A választás eredményei megyénként
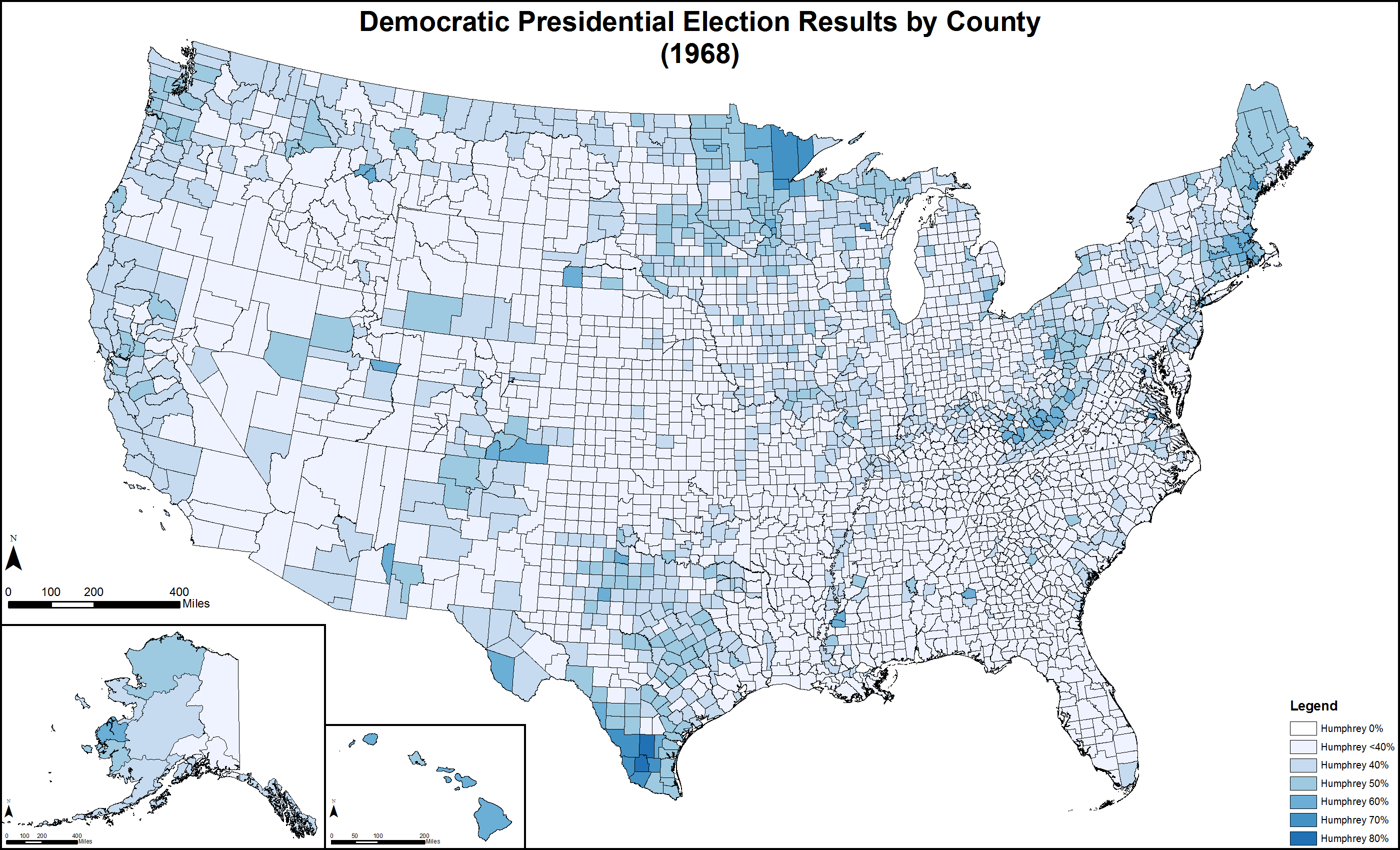
A demokraták eredményei megyénként
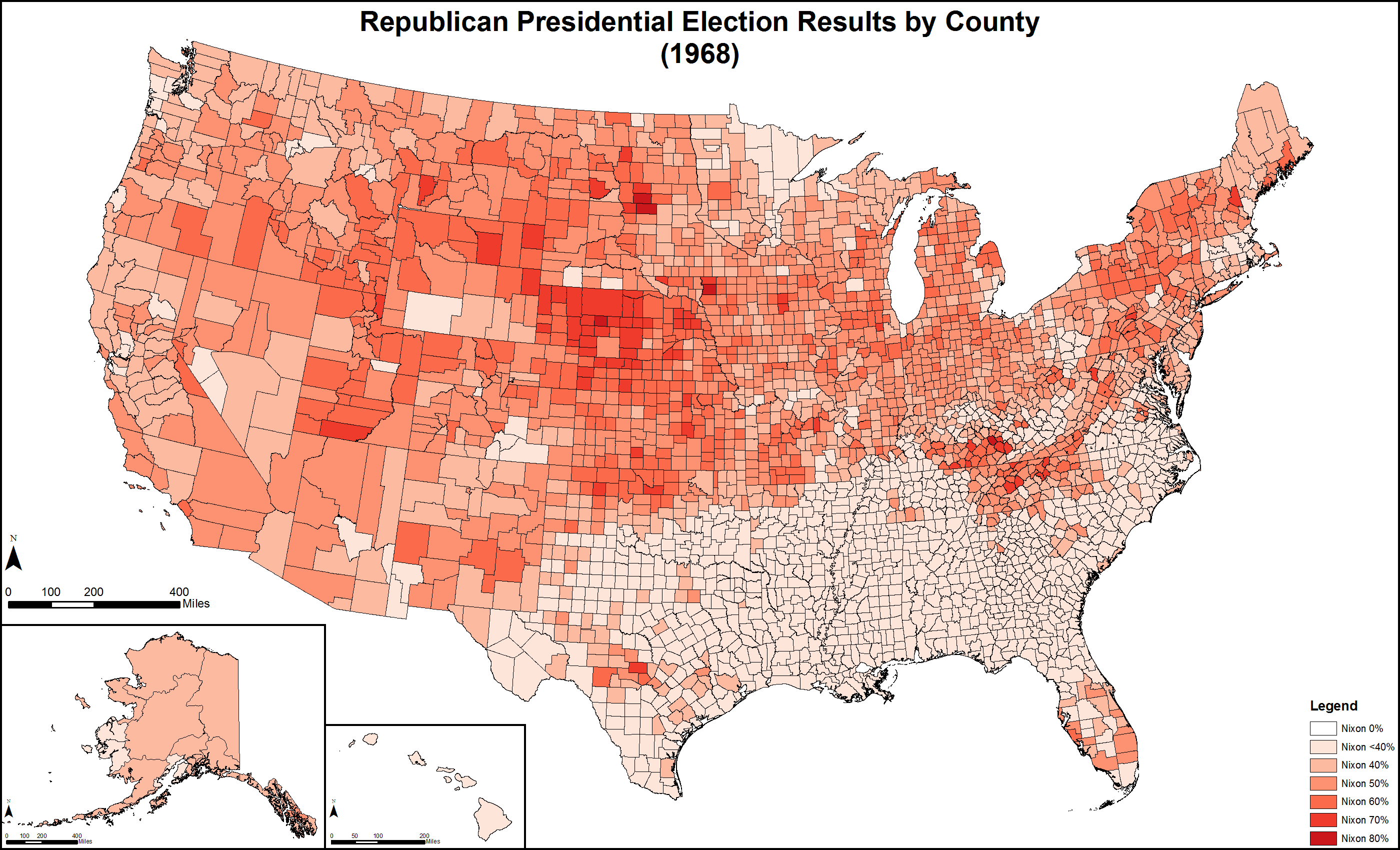
A republikánusok eredményei megyénként

### Eredmények államonként
| Nixon/Agnew     |
| Humphrey/Muskie |
| Wallace/LeMay   |

|                  |           | Zászló | Richard Nixon Republikánus | Richard Nixon Republikánus | Richard Nixon Republikánus | Hubert H. Humphrey Demokrata | Hubert H. Humphrey Demokrata | Hubert H. Humphrey Demokrata | George Wallace Amerikai Független | George Wallace Amerikai Független | George Wallace Amerikai Független | Teljes    |
| Állam            | elektorok | Zászló | #                          | %                          | elektorok                  | #                            | %                            | elektorok                    | #                                 | %                                 | elektorok                         | #         |
| ---------------- | --------- | ------ | -------------------------- | -------------------------- | -------------------------- | ---------------------------- | ---------------------------- | ---------------------------- | --------------------------------- | --------------------------------- | --------------------------------- | --------- |
| Alabama          | 10        |        | 146 923                    | 13,99                      | -                          | 196 579                      | 18,72                        | -                            | 691 425                           | 65,86                             | 10                                | 1 049 917 |
| Alaszka          | 3         |        | 37 600                     | 45,28                      | 3                          | 35 411                       | 42,65                        | -                            | 10 024                            | 12,07                             | -                                 | 83 035    |
| Arizona          | 5         |        | 266 721                    | 54,78                      | 5                          | 170 514                      | 35,02                        | -                            | 46 573                            | 9,56                              | -                                 | 486 936   |
| Arkansas         | 6         |        | 189 062                    | 31,01                      | -                          | 184 901                      | 30,33                        | -                            | 235 627                           | 38,65                             | 6                                 | 609 590   |
| Colorado         | 6         |        | 409 345                    | 50,46                      | 6                          | 335 174                      | 41,32                        | -                            | 60 813                            | 7,50                              | -                                 | 811 199   |
| Connecticut      | 8         |        | 556 721                    | 44,32                      | -                          | 621 561                      | 49,48                        | 8                            | 76 650                            | 6,10                              | -                                 | 1 256 232 |
| Delaware         | 3         |        | 96 714                     | 45,12                      | 3                          | 89 194                       | 41,61                        | -                            | 28 459                            | 13,28                             | -                                 | 214 367   |
| Dél-Dakota       | 4         |        | 149 841                    | 53,27                      | 4                          | 118 023                      | 41,96                        | -                            | 13 400                            | 4,76                              | -                                 | 281 264   |
| Dél-Karolina     | 8         |        | 254 062                    | 38,09                      | 8                          | 197 486                      | 29,61                        | -                            | 215 430                           | 32,30                             | -                                 | 666 982   |
| Észak-Dakota     | 4         |        | 138 669                    | 55,94                      | 4                          | 94 769                       | 38,23                        | -                            | 14 244                            | 5,75                              | -                                 | 247 882   |
| Észak-Karolina   | 13        |        | 627 192                    | 39,51                      | 12                         | 464 113                      | 29,24                        | -                            | 496 188                           | 31,26                             | 1                                 | 1 587 493 |
| Florida          | 14        |        | 886 804                    | 40,53                      | 14                         | 676 794                      | 30,93                        | -                            | 624 207                           | 28,53                             | -                                 | 2 187 805 |
| Georgia          | 12        |        | 380 111                    | 30,40                      | -                          | 334 440                      | 26,75                        | -                            | 535 550                           | 42,83                             | 12                                | 1 250 266 |
| Hawaii           | 4         |        | 91 425                     | 38,70                      | -                          | 141 324                      | 59,83                        | 4                            | 3 469                             | 1,47                              | -                                 | 236 218   |
| Idaho            | 4         |        | 165 369                    | 56,79                      | 4                          | 89 273                       | 30,66                        | -                            | 36 541                            | 12,55                             | -                                 | 291 183   |
| Illinois         | 26        |        | 2 174 774                  | 47,08                      | 26                         | 2 039 814                    | 44,15                        | -                            | 390 958                           | 8,46                              | -                                 | 4 619 749 |
| Indiana          | 13        |        | 1 067 885                  | 50,29                      | 13                         | 806 659                      | 37,99                        | -                            | 243 108                           | 11,45                             | -                                 | 2 123 597 |
| Iowa             | 9         |        | 619 106                    | 53,01                      | 9                          | 476 699                      | 40,82                        | -                            | 66 422                            | 5,69                              | -                                 | 1 167 931 |
| Kalifornia       | 40        |        | 3 467 664                  | 47,82                      | 40                         | 3 244 318                    | 44,74                        | -                            | 487 270                           | 6,72                              | -                                 | 7 251 587 |
| Kansas           | 7         |        | 478 674                    | 54,84                      | 7                          | 302 996                      | 34,72                        | -                            | 88 921                            | 10,19                             | -                                 | 872 783   |
| Kentucky         | 9         |        | 462 411                    | 43,79                      | 9                          | 397 541                      | 37,65                        | -                            | 193 098                           | 18,29                             | -                                 | 1 055 893 |
| Kolumbia Kerület | 3         |        | 31 012                     | 18,18                      | -                          | 139 566                      | 81,82                        | 3                            | -                                 | -                                 | -                                 | 170 578   |
| Louisiana        | 10        |        | 257 535                    | 23,47                      | -                          | 309 615                      | 28,21                        | -                            | 530 300                           | 48,32                             | 10                                | 1 097 450 |
| Maine            | 4         |        | 169 254                    | 43,07                      | -                          | 217 312                      | 55,30                        | 4                            | 6 370                             | 1,62                              | -                                 | 392 936   |
| Maryland         | 10        |        | 517 995                    | 41,94                      | -                          | 538 310                      | 43,59                        | 10                           | 178 734                           | 14,47                             | -                                 | 1 235 039 |
| Massachusetts    | 14        |        | 766 844                    | 32,89                      | -                          | 1 469 218                    | 63,01                        | 14                           | 87 088                            | 3,73                              | -                                 | 2 331 752 |
| Michigan         | 21        |        | 1 370 665                  | 41,46                      | -                          | 1 593 082                    | 48,18                        | 21                           | 331 968                           | 10,04                             | -                                 | 3 306 250 |
| Minnesota        | 10        |        | 658 643                    | 41,46                      | -                          | 857 738                      | 54,00                        | 10                           | 68 931                            | 4,34                              | -                                 | 1 588 510 |
| Mississippi      | 7         |        | 88 516                     | 13,52                      | -                          | 150 644                      | 23,02                        | -                            | 415 349                           | 63,46                             | 7                                 | 654 509   |
| Missouri         | 12        |        | 811 932                    | 44,87                      | 12                         | 791 444                      | 43,74                        | -                            | 206 126                           | 11,39                             | -                                 | 1 809 502 |
| Montana          | 4         |        | 138 835                    | 50,60                      | 4                          | 114 117                      | 41,59                        | -                            | 20 015                            | 7,29                              | -                                 | 274 404   |
| Nebraska         | 5         |        | 321 163                    | 59,82                      | 5                          | 170 784                      | 31,81                        | -                            | 44 904                            | 8,36                              | -                                 | 536 851   |
| Nevada           | 3         |        | 73 188                     | 47,46                      | 3                          | 60 598                       | 39,29                        | -                            | 20 432                            | 13,25                             | -                                 | 154 218   |
| New Hampshire    | 4         |        | 154 903                    | 52,10                      | 4                          | 130 589                      | 43,93                        | -                            | 11 173                            | 3,76                              | -                                 | 297 298   |
| New Jersey       | 17        |        | 1 325 467                  | 46,10                      | 17                         | 1 264 206                    | 43,97                        | -                            | 262 187                           | 9,12                              | -                                 | 2 875 395 |
| New York         | 43        |        | 3 007 932                  | 44,30                      | -                          | 3 378 470                    | 49,76                        | 43                           | 358 864                           | 5,29                              | -                                 | 6 790 066 |
| Nyugat-Virginia  | 7         |        | 307 555                    | 40,78                      | -                          | 374 091                      | 49,60                        | 7                            | 72 560                            | 9,62                              | -                                 | 754 206   |
| Ohio             | 26        |        | 1 791 014                  | 45,23                      | 26                         | 1 700 586                    | 42,95                        | -                            | 467 495                           | 11,81                             | -                                 | 3 959 698 |
| Oklahoma         | 8         |        | 449 697                    | 47,68                      | 8                          | 301 658                      | 31,99                        | -                            | 191 731                           | 20,33                             | -                                 | 943 086   |
| Oregon           | 6         |        | 408 433                    | 49,83                      | 6                          | 358 866                      | 43,78                        | -                            | 49 683                            | 6,06                              | -                                 | 819 622   |
| Pennsylvania     | 29        |        | 2 090 017                  | 44,02                      | -                          | 2 259 405                    | 47,59                        | 29                           | 378 582                           | 7,97                              | -                                 | 4 747 928 |
| Rhode Island     | 4         |        | 122 359                    | 31,78                      | -                          | 246 518                      | 64,03                        | 4                            | 15 678                            | 4,07                              | -                                 | 385 000   |
| Tennessee        | 11        |        | 472 592                    | 37,85                      | 11                         | 351 233                      | 28,13                        | -                            | 424 792                           | 34,02                             | -                                 | 1 248 617 |
| Texas            | 25        |        | 1 227 844                  | 39,87                      | -                          | 1 266 804                    | 41,14                        | 25                           | 584 269                           | 18,97                             | -                                 | 3 079 406 |
| Utah             | 4         |        | 238 728                    | 56,49                      | 4                          | 156 665                      | 37,07                        | -                            | 26 906                            | 6,37                              | -                                 | 422 568   |
| Új-Mexikó        | 4         |        | 169 692                    | 51,85                      | 4                          | 130 081                      | 39,75                        | -                            | 25 737                            | 7,86                              | -                                 | 327 281   |
| Vermont          | 3         |        | 85 142                     | 52,75                      | 3                          | 70 255                       | 43,53                        | -                            | 5 104                             | 3,16                              | -                                 | 161 404   |
| Virginia         | 12        |        | 590 319                    | 43,36                      | 12                         | 442 387                      | 32,49                        | -                            | 321 833                           | 23,64                             | -                                 | 1 361 491 |
| Washington       | 9         |        | 588 510                    | 45,12                      | -                          | 616 037                      | 47,23                        | 9                            | 96 990                            | 7,44                              | -                                 | 1 304 281 |
| Wisconsin        | 12        |        | 809 997                    | 47,89                      | 12                         | 748 804                      | 44,27                        | -                            | 127 835                           | 7,56                              | -                                 | 1 691 538 |
| Wyoming          | 3         |        | 70 927                     | 55,76                      | 3                          | 45 173                       | 35,51                        | -                            | 11 105                            | 8,73                              | -                                 | 127 205   |

### Szoros eredmények
A különbség 5% alatt volt:
1. Missouri, 1,13% (20 488 szavazat)
2. Texas, 1,27% (38 960 szavazat)
3. Maryland, 1,64% (20 315 szavazat)
4. Washington, 2,11% (27 527 szavazat)
5. New Jersey, 2,13% (61 261 szavazat)
6. Ohio, 2,28% (90 428 szavazat)
7. Alaszka, 2,64% (2 189 szavazat)
8. Illinois, 2,92% (134 960 szavazat)
9. Kalifornia, 3,08% (223 346 szavazat)
10. Delaware, 3,51% (7 520 szavazat)
11. Pennsylvania, 3,57% (169 388 szavazat)
12. Wisconsin, 3,62% (61 193 szavazat)
13. Tennessee, 3,83% (47 800 szavazat)

A különbség 5% és 10% között volt:
1. Kentucky, 5,14% (64 870 szavazat)
2. Connecticut, 5,16% (64 840 szavazat)
3. New York, 5,46% (370 538 szavazat)
4. Dél-Karolina, 5,79% (38 632 szavazat)
5. Oregon, 6,05% (49 567 szavazat)
6. Michigan, 6,73% (222 417 szavazat)
7. Arkansas, 7,64% (46 565 szavazat)
8. Nevada, 8,17% (12 590 szavazat)
9. New Hampshire, 8,17% (24 314 szavazat)
10. Észak-Karolina, 8,25% (131 004 szavazat)
11. Nyugat-Virginia, 8,82% (66 536 szavazat)
12. Montana, 9,01% (24 718 szavazat)
13. Colorado, 9,14% (74 171 szavazat)
14. Vermont, 9,22% (14 887 szavazat)
15. Florida, 9,60% (210 010 szavazat)

#### Statisztika
A republikánusok legmagasabb szavazati arányú megyéi:
1. Hooker megye (Nebraska) 87,94%
2. Jackson megye (Kentucky) 84,09%
3. McIntosh megye (Észak-Dakota) 82,65%
4. McPherson megye (Dél-Dakota) 80,34%
5. Sioux megye (Iowa) 80,04%

A demokraták legmagasabb szavazati arányú megyéi: 
1. Duval megye (Texas) 88,74%
2. Jim Hogg megye (Texas) 82,06%
3. Kolumbia Kerület 81,82%
4. Webb megye (Texas) 79,65%
5. Suffolk megye (Massachusetts) 75,62%

Az Amerikai Független Párt legmagasabb szavazati arányú megyéi:
1. Geneva megye (Alabama) 91,73%
2. George megye (Mississippi) 91,20%
3. Lamar megye (Alabama) 88,25%
4. Calhoun megye (Mississippi) 87,80%
5. Holmes megye (Florida) 87,21%

## Külső linkek
- The Election Wall's 1968 Election Video Page Archiválva 2021. augusztus 13-i dátummal a Wayback Machine-ben
- 1968 popular vote by counties
- 1968 popular vote by states
- 1968 popular vote by states (with bar graphs)
- Campaign commercials from the 1968 election
- How close was the 1968 election? a Wayback Machine-ben (archiválva 2012. augusztus 25-i dátummal) — Michael Sheppard, Massachusetts Institute of Technology
- "LBJ Tapes Implicate Nixon With Treason". ABC News. December 5, 2008, (video).
- Election of 1968 in Counting the Votes